# Hunter King
Hunter King (* 19. Oktober 1993 in Ventura County, Kalifornien als Haley Ashley King) ist eine US-amerikanische Schauspielerin.

## Leben
Bekanntheit erlangte sie durch den Film A Girl Like Her (2015) und Serien wie Dexter (2006), Hollywood Heights (2012), Schatten der Leidenschaft (2012–2022) und Life in Pieces (2015–2019). Ihre ältere Schwester, Kelli, und ihre jüngere Schwester, Joey, sind ebenfalls Schauspielerinnen.
Im August 2018 verlobte sich King mit Nico Svoboda.

## Filmografie
- 2001: A.I. – Künstliche Intelligenz (A.I. – Artificial Intelligence)
- 2001: Roswell (Fernsehserie, Folge 3x09)
- 2002: Hidden Hills (Fernsehserie, Folge 1x01)
- 2003: Deus Ex Machina (Kurzfilm)
- 2004: Line of Fire (Fernsehserie, Folge 1x06)
- 2004: Without a Trace – Spurlos verschwunden (Without a Trace, Fernsehserie, Folge 3x09)
- 2004: The Nick & Jessica Variety Hour (Fernsehfilm)
- 2006: Dexter (Fernsehserie, 2 Folgen)
- 2008: Emergency Room – Die Notaufnahme (ER, Fernsehserie, Folge 15x04)
- 2009: Hannah Montana (Fernsehserie, Folge 3x25)
- 2010: It Takes a Village (Fernsehfilm)
- 2011: Judy Moody und der voll coole Sommer (Judy Moody and the Not Bummer Summer)
- 2011: Workaholics (Fernsehserie, Folge 2x08)
- 2012: Hollywood Heights (Fernsehserie, 69 Folgen)
- 2012–2022: Schatten der Leidenschaft (The Young and the Restless, Seifenoper)
- 2015: CSI: Vegas (CSI: Crime Scene Investigation, Fernsehserie, Folge 15x17)
- 2015: A Girl Like Her
- 2015–2019: Life in Pieces (Fernsehserie, 57 Folgen)
- 2018: The Day of Matthew Montgomery (Kurzfilm)
- 2021: Reich und Schön (The Bold and the Beautiful, Fernsehserie, 2 Folgen)
- 2022: Eine Liebe zum Abtauchen (Hidden Gems, Fernsehfilm)
- 2022: Nikki & Nora – Sister Sleuths (Fernsehfilm)
- 2022: A Royal Corgi Christmas (Fernsehfilm)
- 2022–2025: Hamster & Gretel (Fernsehserie, 6 Folgen, Stimme)
- 2023: The Professional Bridesmaid (Fernsehfilm)
- 2023: The Santa Summit (Fernsehfilm)
- 2023: Give Me Your Eyes
- 2024: Two Scoops of Italy (Fernsehfilm)
- 2024: Holiday Touchdown – A Chiefs Love Story (Fernsehfilm)
- 2025: The Neighborhood (Fernsehserie, Folge 7x20)